# Queralt Castellet
Queralt Castellet Ibáñez (ur. 17 czerwca 1989 w Sabadell) – hiszpańska snowboardzistka, specjalizująca się w halfpipie, wicemistrzyni olimpijska i wicemistrzyni świata.

## Kariera
Po raz pierwszy na arenie międzynarodowej pojawiła się 19 lutego 2005 roku w Klínovcu, gdzie w zawodach Pucharu Europy była ósma w halfpipie. W 2005 roku wystąpiła na mistrzostwach świata juniorów w Zermatt, gdzie zajęła między innymi 21. miejsce w tej konkurencji. Jeszcze trzykrotnie startowała na imprezach tego cyklu, najlepszy wynik osiągając podczas mistrzostw świata juniorów w Nagano w 2009 roku, gdzie zdobyła srebrny medal.
W Pucharze Świata zadebiutowała 15 września 2005 roku w Valle Nevado, zajmując 26. pozycję. Tym samym już w swoim debiucie zdobyła pierwsze pucharowe punkty. Na podium zawodów tego cyklu po raz pierwszy znalazła się 27 stycznia 2008 roku w Bardonecchii, kończąc rywalizację w halfpipie na drugiej pozycji. W zawodach tych rozdzieliła dwie Francuzki: Anne Sophie Pellissier i Sophie Rodriguez. Najlepsze wyniki w Pucharze Świata uzyskała w sezonie 2011/2012., kiedy to zajęła drugie miejsce w klasyfikacji generalnej AFU i w klasyfikacji halfpipe’a. Była też druga w klasyfikacji halfpipe’a w sezonie 2018/2019 oraz trzecia w sezonach 2007/2008 i 2019/2020.
Największy sukces osiągnęła w 2015 roku, zdobywając srebrny medal w swej koronnej konkurencji podczas mistrzostw świata w Kreischbergu. Uplasowała się tam między Chinką Cai Xuetong i Clémence Grimal z Francji. Była też między innymi piąta na rozgrywanych dwa lata wcześniej mistrzostwach świata w Stoneham. W 2006 roku wystąpiła na zimowych igrzyskach olimpijskich w Turynie, zajmując 26. miejsce. Cztery lata później, na igrzyskach w Vancouver awansowała do finału, jednak z powodu odniesionej w trakcie treningu kontuzji ostatecznie w nim nie wystąpiła. W efekcie została sklasyfikowana na 12. miejscu. Brała też udział w igrzyskach olimpijskich w Soczi w 2014 roku, gdzie była jedenasta i igrzyskach w Pjongczangu cztery lata później, gdzie była siódma.
W styczniu 2019 roku zdobyła srebrny medal w konkurencji superpipe podczas Winter X Games 23 rozgrywanych w amerykańskim Aspen. Rok później na tej samej imprezie była już najlepsza, zdobywając złoty medal. W marcu 2021 roku zdobyła brązowy medal podczas mistrzostw świata w Aspen.
W 2010 roku pełniła funkcję chorążego reprezentacji Hiszpanii podczas ceremonii otwarcia Zimowych Igrzysk Olimpijskich 2010 w Vancouver. Pięciokrotnie zdobywała tytuł mistrzyni Hiszpanii w snowboardzie, w różnych konkurencjach.

## Osiągnięcia

### Igrzyska olimpijskie
| Miejsce | Dzień     | Rok  | Miejscowość | Konkurencja | Zwyciężczyni       |
| ------- | --------- | ---- | ----------- | ----------- | ------------------ |
| 26.     | 13 lutego | 2006 | Turyn       | Halfpipe    | Hannah Teter       |
| 12.     | 18 lutego | 2010 | Vancouver   | Halfpipe    | Torah Bright       |
| 11.     | 12 lutego | 2014 | Soczi       | Halfpipe    | Kaitlyn Farrington |
| 7.      | 13 lutego | 2018 | Pjongczang  | Halfpipe    | Chloe Kim          |
| 2.      | 10 lutego | 2022 | Pekin       | Halfpipe    | Chloe Kim          |

### Mistrzostwa świata
| Miejsce | Dzień       | Rok  | Miejscowość   | Konkurencja    | Zwyciężczyni   |
| ------- | ----------- | ---- | ------------- | -------------- | -------------- |
| 10.     | 20 stycznia | 2007 | Arosa         | Halfpipe       | Manuela Pesko  |
| DNS     | 18 stycznia | 2009 | Gangwon       | Snowboardcross | Helene Olafsen |
| 6.      | 23 stycznia | 2009 | Gangwon       | Halfpipe       | Liu Jiayu      |
| 5.      | 20 stycznia | 2013 | Stoneham      | Halfpipe       | Arielle Gold   |
| 2.      | 17 stycznia | 2015 | Kreischberg   | Halfpipe       | Cai Xuetong    |
| 11.     | 11 marca    | 2017 | Sierra Nevada | Halfpipe       | Cai Xuetong    |
| 10.     | 17 marca    | 2017 | Sierra Nevada | Big air        | Anna Gasser    |
| 4.      | 8 lutego    | 2019 | Park City     | Halfpipe       | Chloe Kim      |
| 3.      | 13 marca    | 2021 | Aspen         | Halfpipe       | Chloe Kim      |

### Puchar Świata

#### Miejsca w klasyfikacji generalnej
- sezon 2005/2006: 94.
- sezon 2006/2007: 120.
- sezon 2007/2008: 22.
- sezon 2008/2009: 38.
- sezon 2009/2010:74.
  - AFU[2]
- sezon 2010/2011: 15.
- sezon 2011/2012: 2.
- sezon 2012/2013: 5.
- sezon 2013/2014: 31.
- sezon 2014/2015: 34.
- sezon 2015/2016: 11.
- sezon 2016/2017: 41.
- sezon 2017/2018: 10.
- sezon 2018/2019: 5.
- sezon 2019/2020: 6.
- sezon 2020/2021: 9.
- sezon 2021/2022: 18.

#### Miejsca na podium w zawodach
1. Bardonecchia – 27 stycznia 2008 (halfpipe) – 2. miejsce
2. Stoneham – 9 marca 2008 (halfpipe) – 3. miejsce
3. Valmalenco – 16 marca 2008 (halfpipe) – 2. miejsce
4. Arosa – 26 marca 2011 (halfpipe) – 1. miejsce
5. Saas-Fee – 3 listopada 2011 (halfpipe) – 1. miejsce
6. Cardrona – 26 sierpnia 2012 (halfpipe) – 3. miejsce
7. Copper Mountain – 12 stycznia 2013 (halfpipe) – 3. miejsce
8. Québec – 13 lutego 2016 (Big air) – 3. miejsce
9. Snowmass – 13 stycznia 2018 (halfpipe) – 1. miejsce
10. Laax – 20 stycznia 2018 (halfpipe) – 3. miejsce
11. Laax – 19 stycznia 2019 (halfpipe) – 2. miejsce
12. Calgary – 15 lutego 2019 (halfpipe) – 1. miejsce
13. Copper Mountain – 14 grudnia 2019 (halfpipe) – 1. miejsce
14. Laax – 18 stycznia 2020 (halfpipe) – 1. miejsce
15. Aspen – 21 marca 2021 (halfpipe) – 2. miejsce
16. Copper Mountain – 11 grudnia 2021 (halfpipe) – 3. miejsce
17. Laax – 15 stycznia 2022 (halfpipe) – 3. miejsce

- W sumie (6 zwycięstw, 4 drugie i 7 trzecich miejsc).